# Aşıqalılar
Aşıqalılar (azerbajdzjanska: Aşqalar) är en ort i Azerbajdzjan.   Den ligger i distriktet Bejläqan, i den centrala delen av landet, 190 kilometer väster om huvudstaden Baku. Aşıqalılar ligger 34 meter över havet och antalet invånare är 2 016.
Terrängen runt Aşıqalılar är platt. Närmaste större samhälle är Shakhsevan Pervoye, 9,5 kilometer sydväst om Aşıqalılar.
Trakten runt Aşıqalılar består till största delen av jordbruksmark. Runt Aşıqalılar är det ganska tätbefolkat, med 96 invånare per kvadratkilometer.